# 4432 McGraw-Hill
4432 McGraw-Hill è un asteroide della fascia principale. Scoperto nel 1981, presenta un'orbita caratterizzata da un semiasse maggiore pari a 2,3855750 UA e da un'eccentricità di 0,2146613, inclinata di 0,46123° rispetto all'eclittica.